# Тарасова, Елена Геннадьевна
Елена Геннадьевна Тарасова (род. 16 мая 1984 года, Москва, СССР) — российская пианистка. Лауреат международных конкурсов, доцент Московской государственной консерватории имени П. И. Чайковского, член World Piano Teachers Association, член Международного союза музыкальных деятелей.

## Биография
Родилась 16 мая 1984 года в Москве. Начала заниматься музыкой в четыре года в Детской музыкальной школе № 9 (класс Галины Васильевны Сидоровой). С 1990 по 2002 обучалась под руководством Ольги Евгеньевны Мечетиной в ДМШ Академического музыкального училища, затем в Академическом музыкальном училище при Московской консерватории. С 2002 по 2010 год училась в Московской консерватории у Сергея Леонидовича Доренского и Павла Тиграновича Нерсесьяна; также приходила в специальные классы Андрея Александровича Писарева и Николая Львовича Луганского. В 2010 году по окончании аспирантуры (руководители — С. Л. Доренский и П. Т. Нерсесьян) начала педагогическую работу в Московской консерватории, которую ведет по настоящее время.

## Концертная деятельность
Впервые вышла на сцену в возрасте пяти лет. Первый сольный концерт сыграла в одиннадцать лет. Лауреат международных конкурсов в России, Франции, Италии и Сербии. Лауреат премии «Золотая лира. Женское лицо года. Творческая элита Москвы» (2009).
С 2006 по 2014 год — солистка Московского Концертного Филармонического Объединения «Москонцерт». С 2006 года по настоящее время — приглашенная солистка Московской Государственной академической филармонии.
Ведет активную концертную деятельность в городах России, Франции, Италии, Австрии, Германии, Чехии, Сербии, Боснии и Герцеговины, Нидерландов, Японии.
Концертные программы и выступления Елены транслировались на True Art TV (UK), Radio France, радио «Орфей», телеканалах Россия-1, «Культура», телевидении Московской консерватории.

## Репертуар
Репертуар включает различные стили и направления, охватывая временной период от эпохи барокко до XXI века. Ей было доверено исполнение нескольких мировых и российских премьер сочинений. В год 150-летия со дня рождения С.В. Рахманинова Елена впервые проявила себя как автор транскрипции, добавив в репертуар свою версию «Симфонических танцев» Рахманинова op. 45 для фортепиано соло.
Тарасова Е. Г. уделяет особое внимание организации своего репертуара, выстраивая архитектонику каждой концертной программы-концепции. В одном из таких экспериментов родился жанр «акустический спектакль», который пресса определила как

…расширение рамок классического клавирабенда путем философского осмысления процесса рождения и восприятия музыки, основополагающей сущностью которого на сей раз выступает синкретика определяющих средств выразительности, оперирующая со всей совокупностью слагаемых категорий как с единым целым

Первый акустический спектакль «Звуковые иллюзии. Коллаж» вышел на диске в 2018 году (лейбл «Neue Sterne», Германия) и получил максимальные баллы за интерпретацию и звучание в рейтинге музыкального журнала «Piano News»(Германия).
В 2020 году «Piano News» выступил первым рецензентом нового альбома «La Folie» и поставил этому альбому максимальный балл за интерпретацию.

## Дискография
2012 — «Обретение Времени». И. С. Бах-Ф. Бузони, Ф. Шуберт-Ф. Лист, Ф. Лист. Елена Тарасова (фортепиано). Большой зал Московской консерватории. Демо-CD.
2015 — «Impressio». И. Стравинский, С. Прокофьев, М. Равель, Ж. Франсе. Ася Соршнева (скрипка), Елена Тарасова (фортепиано). Лейбл: Festival LegeArtis Lech (Австрия).
2018 — «Звуковые иллюзии. Коллаж». Ф. Лист, К. Дебюсси, К. Сен-Санс, П. Чайковский, С. Рахманинов, М. Равель. Елена Тарасова (фортепиано). Лейбл: Neue Sterne (Германия).
2020 — «La Folie». Ф. Куперен, К. Дебюсси, Ф. Лист, А. Скрябин, С. Рахманинов. Елена Тарасова (фортепиано). Лейбл: Etcetera Records (Нидерланды).
2023 — «Символ веры» (памяти создателя Музея-заповедника С. В. Рахманинова «Ивановка» А. И. Ермакова). С. Рахманинов, М. Плетнев, А. Володось. Елена Тарасова (фортепиано). Лейбл: Мелодия (Россия).

## Преподавательская деятельность. Мастер-классы. Работа в жюри
С 2010 года по настоящее время преподает в Московской консерватории.
Проводит мастер-классы в Москве, городах России и за рубежом (Япония, Сербия, Босния и Герцеговина, Франция, Германия).
Принимает участие в работе жюри различных молодёжных конкурсов и фестивалей. С 2018 по настоящее время входит в постоянный состав жюри ежегодного конкурса WPTA International Piano Competition (Сербия).

## Профессиональные ассоциации и союзы
С 2015 по настоящее время — член World Piano Teachers Association.
С 2016 по настоящее время — член Международного союза музыкальных деятелей.
С 2021 по настоящее время — член Попечительского совета Музея-заповедника С. В. Рахманинова «Ивановка».

## Проекты
Автор концепций и художественный руководитель следующих проектов:
- Фестиваль «К 110-летию со дня рождения Франсиса Пуленка» (2008—2009, Москва)[26][27][28][29].
- Концерт-монография «Евгений Светланов — композитор» (2010, Москва)[30][31].
- Молодёжный музыкальный проект «Русские вечера» (2011—2015, Москва, Санкт-Петербург, Таруса)[32][33].
- Международный музыкальный проект «Opus Universum» (2016 — по настоящее время)[34][35].
- «Альянс Россия — Франция: entente musicale», творческий исследовательско-исполнительский союз (2021 — настоящее время. Москва)[36][37].